# Carpinus putoensis
Carpinus putoensis je druh čínského habru, patřící mezi nejvzácnější a nejohroženější rostliny na světě, ve volné přírodě existující v jednom posledním, rozmnožování schopném, jedinci.

## Popis
Listnatý, opadavý, 15 m vysoký, strom. Borka je hnědošedá. Letorosty jsou hnědé a řídce pokryté dlouhými chlupy. Řapík je 5–10 mm dlouhý, řídce pokrytý krátkými chlupy. Listová čepel je eliptická či široce eliptická, 5–10 cm dlouhá a 3,5-5 cm široká, vespod řídce chlupatá, obzvláště podél středové a postranní žilnatiny, v úžlabí postranní žilnatiny je chlupatá, seshora v mládí s řídkými dlouhými chlupy, s kruhovou či široce klínovitou základnou, s nepravidelně dvojitě zubatým okrajem, s ostrým či zašpičatělým vrcholem; s 11–14  okrajovými žilkami na každé straně středové žilnatiny. Samičí květenství jsou 3–8 cm dlouhá a 4–5 cm široká, na 1,5–3 cm dlouhých stopkách, s řídkými dlouhými chlupy či bez chlupů; s polovejčitými listeny, listeny jsou 28–30 mm dlouhé a 8 mm široké, s polovejčitým středovým lalokem, vnější okraj je nepravidelně zubatý, bez bazálního laloku, vnitřní okraj je celý či zvlněný, s vejčitým a dovnitř zahnutým bazálním lalokem, se zaobleným či tupým vrcholem; s 3–5  žilkami. Oříšek je široce vejčitý, 6 mm dlouhý a 4 mm široký, hladký s chlupatým vrcholem, někdy s řídkými žlázkami, výrazně žebrovaný. Strom kvete květen–červen, plody dozrávají červenec–září.

## Výskyt
Čína – endemicky na hoře Foding, na ostrově Pchu-tchuo-šan (ostrov Putuo), v souostroví Čou-šan, v provincii Če-ťiang.

## Ekologie
Strom roste v nadmořských výškách 200–300 m v přímořské oblasti, kde jsou teplé zimy a chladná léta, s průměrnou roční teplotou 16,3 °C (průměrná teplota v lednu je 5,5 °C a v srpnu 26,8 °C). Klima s častými mlhami, 90 % relativní vlhkostí vzduchu, průměrnými ročními srážkami 1200 mm a s více než 150  deštivými dny v roce. Půdy tvořené červenozemí, pH 5,5–5,7 , poměrně úrodné. Tento strom rostl původně ve stálezelených listnatých lesích, ve kterých převládal stálezelený strom Distylium racemosum, nicméně v současnosti zbývá pouze jediný volně rostoucí exemplář habru Carpinus putoensis na okraji prořídlého smíšeného lesa, tvořeného hlavně: kamélií japonskou Camellia japonica, Machilus thunbergii a Cinnamomum japonicum. Carpinus putoensis má dobře vyvinutý kořenový systém odolávající suchu a bouřím.

## Využití člověkem
Žádné.

## Ohrožení
Kriticky ohrožený strom – jeho populace je tvořena jedním dospělým stromem na světě v důsledku kombinace ničení vegetace a přirozeného prostředí při rozsáhlém odlesňování a rozmnožování stromu znemožňujících přírodních podmínek. Je posuzován jako kriticky ohrožený též v Čínském Seznamu Ohrožených Druhů roku 2014. Carpinus putoensis byl objeven v 30. letech 20. století. Od objevení nebyli nalezeni žádní další, volně se vyskytující, jedinci. Strom je jednodomý, může se tudíž rozmnožovat ve volné přírodě, nicméně produkce semen je extrémně nízká pro silný vítr v době květu a ve fázi uchycování semen stromu a též jejich opakovanému ničení tajfuny ve fázi uzrávání těchto semen. Z těchto důvodů jsou přírodní regenerace a rozmnožování habru Carpinus putoensis v těchto podmínkách extrémně špatné a pod stromem existuje jen minimum semenáčů. Navíc různí potomci stromu mají velmi nízkou genetickou diverzitu, strom je proto citlivý k různým patogenům (nepřátelé a nemoci). Carpinus putoensis je ohrožen též ztrátou biotopu – rozsáhlé odlesňování souostroví Čou-šan. Ostrov Pchu-tchuo-šan byl prohlášen za klíčovou národní rezervaci a byla zřízena zvláštní správní kancelář a tento druh je pod prvořadou státní ochranou. Kolem stromu byl postaven plot, pro ochranu před turisty. V hlavním městě provincie Če-ťiang Chang-čou je Carpinus putoensis pěstován v botanické zahradě, kde probíhají pokusy s jeho rozmnožováním. Tento druh je též součástí záchranného programu vedeného Čou-šanským lesnickým ústavem který, v rámci in situ programu, před 30 lety vypěstoval a zasadil 79  jedinců tohoto stromu kolem zbývajícího jednoho dospělého. Tito jedinci nicméně ještě nedosáhli dospělosti. Čou-šanský lesnický ústav též rozmnožuje dodávku rostlin, jež jsou připravovány k výsadbě na ostrově Huaniao, který je vedle ostrova Putuo, čímž vytváří záložní ex situ (nebo téměř in situ, pro blízkost obou ostrovů) program pro pozdější přesazení populace na ostrov Putuo.